# El favor (pel·lícula de 1994)
El favor (títol original: The Favor), és una pel·lícula estatunidenca dirigida per Donald Petrie i estrenada l'any 1994. Ha estat doblada al català.

## Argument
Kathy està casat amb Peter i sembla feliç, però la seva relació gira cap a la rutina. Es demana que hauria passat si hagués anat més lluny amb Tom, el seu noviet a la universitat. Demana a la seva amiga Emily començar una relació amb Tom i explicar-li a continuació.

## Repartiment
- Harley Jane Kozak: Kathy Whiting
- Elizabeth McGovern: Emily Embrey
- Bill Pullman: Peter Whiting
- Brad Pitt: Elliott Fowler
- Larry Miller: Joe Dubin
- Ken Wahl: Tom Andrews
- Ginger Orsi: Gina

## Rebuda
Segons la pàgina d'Internet Rotten Tomatoes va obtenir un 33% de comentaris positius.
Segons la pàgina d'Internet Metacritic va obtenir crítiques mixtes, amb un 51%, basat en 12 comentaris dels quals 5 són positius.
Va recaptar 3 milions de dòlars als Estats Units.